# Sulake
Sulake ist ein finnisches Social-Entertainment-Unternehmen mit Sitz in Helsinki, das Computerspiele entwickelt und sich nach eigenen Angaben auf sichere und unterhaltsame Plattformen zur Selbstdarstellung fokussiert.
Das Unternehmen ist vor allem für seine virtuelle Online-Community Habbo bekannt und unterhält neben dem Hauptquartier in Helsinki noch weitere Büros in London und Madrid.
Seit Juni 2018 gehört Sulake zum niederländischen Medien-, Technologie- und Unterhaltungsunternehmen Azerion.

## Geschichte

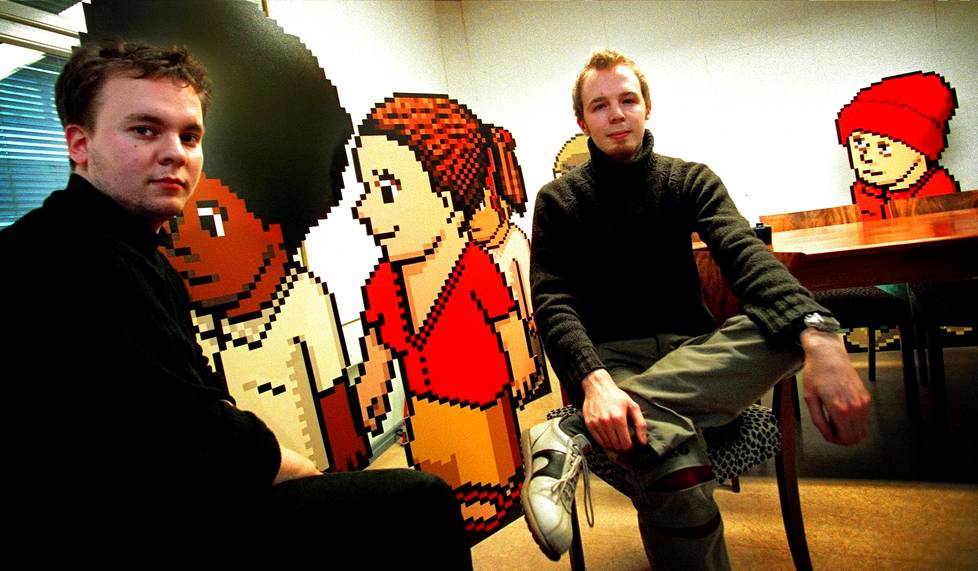
Aapo Kyrölä (l.) und Sampo Karjalainen im damaligen Sulake-Büro (2000)

Im Jahr 1999 zogen die beiden Finnen Sampo Karjalainen und Aapo Kyrölä mit ihrem Freizeitprojekt „Mobiles Disco“ Aufmerksamkeit auf sich. Die Online-Applikation diente als Treffpunkt für Fans der finnischen Rap-Band „Mobiles“. Dafür entwickelten sie eine auf Java-basierte Open-Source-GNU namens „FUSE Light“, eine Alternative zu Macromedias Shockwave. Der Hauptunterschied zwischen den beiden Technologien bestand darin, dass FUSE Light für alle Betriebssysteme ausgelegt war. Auf Anfrage des finnischen Telekommunikationsunternehmens Elisa, entwickelten die beiden gemeinsam mit der finnischen Werbeagentur Taivas eine virtuelle Welt namens „Hotelli Kultakala“ (dt. Hotel Goldfisch) auf Basis ihres Projekts. Für dessen Weiterentwicklung und Administration wurde im Mai 2000 das Unternehmen Sulake gegründet. Der Name ist dabei die finnische Übersetzung des englischen Wortes Fuse.
Noch im selben Jahr bekundete die britische Unternehmerin Dee Edwards Interesse an einer englischsprachigen Version des Hotelli Kultakala. Im Januar 2001 wurde diese unter dem Namen „Habbo Hotel“ veröffentlicht. Da sowohl die finnische als auch die englischsprachige Version sich großer internationaler Beliebtheit erfreute, entschloss sich Sulake dieses Konzept zu expandieren.
Der Umsatz im Jahr 2002 lag bei 2,3 Millionen Euro.
Im Jahr 2003 investierte Taivas 1 Million Euro und der britische Finanzinvestor 3i weitere 3 Millionen Euro in Sulake. Der Umsatz betrug 4,9 Millionen Euro und im Jahr 2004 rund 13,8 Millionen Euro.
In einer weiteren Investitionsrunde im Jahr 2005 sammelte Sulake rund 18 Millionen Euro von den Investoren Benchmark Capital, 3i und Elisa ein. Der Umsatz betrug 29,8 Millionen Euro.
Ein Jahr später investierte die japanische Movida Group als strategischer Partner 6 Millionen Euro in das finnische Unternehmen für das Wachstum in Asien.
Ende 2006 unterhielt Sulake Büros in 19 verschiedenen Ländern. Der Umsatz lag bei 33,2 Millionen Euro.
Im Jahr 2007 kaufte Sulake das finnische Unternehmen „Dynamoid Oy“ für 12,5 Millionen Euro, dessen Produkt IRC-Galleria mit damals über 415.000 aktiven Nutzern das größte soziale Netzwerk Finnlands war. Nur vier Jahre später wurde die IRC-Galleria wieder verkauft.
Noch im selben Jahr lag der Umsatz bei 43 Millionen Euro.
Im Jahr 2008 betrug der Umsatz 50 Millionen Euro, 2009 49 Millionen Euro und 2010 56,2 Millionen Euro.
Im September 2011 trat Timo Soininen nach 10 Jahren von seiner Position als CEO zurück und wechselte in den Aufsichtsrat. Daraufhin wurde Paul LaFontaine zu seinem Nachfolger ernannt. Zuvor hatte LaFontaine einen Posten bei Disney inne.
Im Februar 2012 wurde öffentlich, dass Sulake unerwartet 25 % seiner Belegschaft kündigen und diverse Länderbüros schließen wird.
Im Juni 2012 berichtete der britische Fernsehsender Channel 4 über die Gefahren durch Pädophile im Habbo aufgrund mangelhafter Moderation. Infolgedessen verkaufte der zweitgrößte Aktionär von Sulake, Balderton Capital, seinen 13-%-Anteil am Unternehmen. Kurze Zeit später zog der größte Aktionär 3i mit seinen 16 % nach. Zusätzlich leitete die Europäische Kommission Ermittlungen ein und drohte mit der Schließung der Seite, sollte Sulake sich den Problemen nicht annehmen.
Im Oktober 2012 wurde bekannt, dass Sulake erneut bis zu 60 seiner 90 Mitarbeiter entlassen wird.
Der Umsatz im selben Jahr belief sich auf eine Summe von 22 Millionen Euro.
Im Januar 2013 verkündete Sulake, dass Markku Ignatius zum neuen CEO ernannt wird, da Paul LaFontaine das Unternehmen nach nur 15 Monaten im Amt schon wieder verlässt. Ignatius war zu diesem Zeitpunkt bereits seit sieben Jahren im Unternehmen angestellt.
Am 7. Februar 2013 gab die Elisa Oyj bekannt, dass sie ihren Anteil an der Sulake Corporation Oy von 24 % auf bis zu 100 % erhöhen und somit die vollständige Kontrolle über das Unternehmen erhalten wird. Der Kaufpreis belief sich auf insgesamt 6 Millionen Euro. Bereits einige Monate vorher hatte Elisa ihre Anteile von damals 17 % auf 24 % erhöht.
Ab 1. April 2013 fungierte Antti-Jussi Suominen als neuer Sulake-CEO. Zuvor hatte er eine Führungsrolle bei Elisa und einen Sitz im Aufsichtsrat von Sulake. Im Januar 2017 verließ er das Unternehmen und wechselte zum finnischen Bankdienstleister Holvi.
Vom 5. Januar bis zum 17. Mai 2017 übernahm Mikael Rönnblad und anschließend Jyrki Arjanne interimsmäßig bis zum 5. Juli den Posten des CEO. Einige Wochen später wurde schließlich Liisa Puurunen zum neuen Sulake-CEO ernannt. Alle drei kamen von Elisa.
Im Juni 2018 erwarb das niederländische Unternehmen Azerion (damals noch unter der OrangeGames-Marke) für 3 Millionen Euro 51 % der Anteile an Sulake. Elisa hielt sich dabei die Möglichkeit offen, ihre Beteiligung weiter auf bis zu 30 % zu senken. Am 13. Juli 2018 änderte die Sulake Corporation Oy ihren Namen in „Sulake Prepaid Oy“ und die Sulake Suomi Oy ihren Namen in „Sulake Oy“, in der das ursprüngliche Geschäft der ehemaligen Sulake Corporation Oy verlagert wurde. Die Sulake Prepaid Oy verblieb weiterhin als eine hundertprozentige Tochtergesellschaft von Elisa, während die Sulake Oy mehrheitlich zu Azerion gehört.
Im selben Monat wurde der langjährige Mitarbeiter Valtteri Karu zum CEO der Sulake Oy ernannt.

## Weitere Projekte

### Coke Studios
Coke Studios war eine virtuelle Welt, die im Jahr 2002 im Auftrag von Coca-Cola von Studiocom entwickelt wurde. Das Unternehmen nutzte dafür zunächst die Technologie und Expertise von Sulake, bis es später im Jahr 2004 eine eigene Engine einsetzte. Das Produkt wurde am 6. Dezember 2007 eingestellt.

### Virtual Magic Kingdom
Im Jahr 2005 entwickelte Sulake für Disney die virtuelle Welt Virtual Magic Kingdom (VMK) im Stil eines Freizeitparks. Anlass war der 50. Geburtstag des Disneylands. Das Produkt wurde im Jahr 2008 eingestellt.

### Mini Friday
Im November 2006 startete Sulake ein Testprojekt in Form einer kostenlosen Applikation, das die Kompatibilität und Sinnhaftigkeit von virtuellen Welten auf Mobiltelefonen evaluieren sollte. Die Nutzung des Dienstes war jedoch nur mit ausgewählten Nokia-Mobilgeräten möglich und nur volljährigen Personen gestattet, da der Dienst nicht aktiv moderiert wurde. Am 30. September 2010 wurde Mini Friday zugunsten der Bobba Bar eingestellt. Nach eigenen Angaben wurden letztlich insgesamt 1,7 Millionen Accounts erstellt, wobei sich der Dienst besonders in Ostasien großer Beliebtheit erfreute.

### Bobba Bar
Im November 2009 veröffentlichte Sulake die virtuelle Welt Bobba Bar. Hierbei handelte es sich um eine App, die zunächst nur für iOS-Geräte verfügbar war. Die Nutzung war Personen ab 17 Jahren gestattet und ermöglichte Konversationen in der Umgebung einer virtuellen Bar. Der Name beruhte auf den Wortfilter des Habbos, bei dem unangemessene Äußerungen durch ein bobba ersetzt werden. Die Bobba Bar wurde im Jahr 2014 geschlossen.

### Lost Monkey
Lost Monkey wurde im September 2011 veröffentlicht und war die erste mobile App, die Elemente des Habbos für Mobilgeräte verfügbar machte. Ziel der App war die Rettung eines Affen von einer verlassenen Insel in unterschiedlichen Leveln. Dem Nutzer winkten dabei virtuelle Möbel sowie ein Haustier für seinen Habbo-Account.

### Niko
Am 19. Januar 2012 veröffentlichte Sulake eine weitere mobile App, die in Zusammenarbeit mit dem schwedischen Videospielentwickler Fabrication Games entstand. Bei Niko handelte es sich um ein Jump-’n’-Run-Spiel, das jedoch nach den ersten sechs Leveln eine kostenpflichtige Vollversion erforderte. Auch hier war es möglich, sich Extras für seinen Habbo-Account zu erspielen.

### Hotel Hideaway
Hotel Hideaway ist die neueste virtuelle Welt von Sulake in Form eines 3D-Rollenspiels und erschien offiziell im April 2018. Die App ist an Personen ab 17 Jahren gerichtet.